# Мабуни, Кэнва
Кэнва Мабуни (яп. 摩文仁 賢和) (1889—1952) — основатель стиля каратэ Сито-рю.

## Биография
14 ноября 1889 года в городе Сюри острова Окинава в семье знатного дворянского происхождения родился Мабуни Кэнва — представитель 17-го поколения одного из самых знаменитых воинских кланов, основателем которого являлся Кэнъё Осиро (Угусуку), величайший воин королевства Рюкю.
- 1903 год — в возрасте 14 лет (по другим данным, в 1902 году) Мабуни стал заниматься боевым искусством Сюритэ, у наставника Итосу Ясуцунэ. Параллельно, учась в Первой средней школе префектуры Окинава, Мабуни тренировался по каратэ под руководством старшего ученика Итосу Анко мастера Ханасиро Тёмо.

- 1908 год — в возрасте 19 лет (по другим данным, в 1907 году) по рекомендации своего близкого друга Мияги Тёдзюна, Мабуни занимался около года, изучая стиль нахатэ у мастера Хигаонна Канрё, после чего был призван в армию.

- 1918 год — вместе с Мияги Тёдзюном мастер Мабуни создал Общество изучения каратэ префектуры Окинава «Окинава кэн тодэ кэнкюкай», которое стало активно заниматься популяризацией каратэ (в другим источникам, в мае 1917 года). В его доме для обсуждения вопросов развития боевых искусств стали собираться ведущие мастера того времени: Ябу Кэнцу, Ханасиро Тёмо, Фунакоси Гитин, Тосин Тибана, Тёдзё Осиро, Амбун Токуда, Симпан Гусукума, Сэйтё Токумура, Хоко Исикава и другие.

- 1924 год — Мабуни начал работать преподавателем каратэ в Училище морской и речной промышленности префектуры Окинава. Параллельно во дворе собственного дома он открыл додзё каратэ.

- 1925 год — в мае Мабуни упорядочил деятельность Общества изучения каратэ префектуры Окинава и на его основе создал Клуб изучения тодэ «ТОДЭ КЭНКЮ КУРАБУ». Клуб был официально зарегистрирован в Департаменте полиции префектуры Окинава и, благодаря этому, получил статус единственной официальной организации каратэков, проживающих в префектуре Окинава. Мабуни посетил г. Вакаяма, где в то время жил и преподавал каратэ его знакомый — Уэти Камбун, основатель школы каратэ Уэти-рю. После совместных тренировок с ним Мабуни разработал ката Симпа.

Кэнва Мабуни вместе с другими известными мастерами организовал «Окинавский клуб каратэ-до», что дало возможность осуществить его давнишнюю мечту о создании постоянного додзё для тренировок. Через этот зал прошли такие лидеры каратэ-до, как Дзюхацу Кэда, Тёдзюн Мияги, Тэю Мотобу, Тосин Тибана, Ханасиро, Тэдзю Осиро, У Сяньхуй — мастер кэмпо. Кэнва Мабуни и Тёдзюн Мияги стали постоянными инструкторами клуба.
Основное внимание на тренировках в этот период обращалось на физическую подготовку и практику кумитэ. Ученикам не объяснялись элементы техники, а приемы демонстрировались непосредственно в ходе поединка. Обучение сводилось к многократным повторениям приемов.
- 1927 год — в октябре этого года с целью открытия додзё для занятий дзюдо посетил Дзигоро Кано (основатель дзюдо).

По приглашению Окинавского отделения чёрных поясов по дзюдо префектуры Окинава в сопровождении ряда ведущих мастеров Кодокана Окинаву посетил основатель дзюдо Дзигоро Кано. Крупнейшие окинавские специалисты — Ябу Кэнцу, Ханасиро Тёмо, Куба Косаку, Кян Тётоку, Мияги Тёдзюн, Мабуни Кэнва организовали показательные выступления для мастера. Дзигоро Кано дал высокую оценку каратэ- до, как виду боевого искусства и отметил необходимость его широкого распространения в масштабе всей Японии.
Получив поддержку Кано, Кэнва Мабуни принял решение переехать в Осаку и посвятить себя развитию и распространению каратэ-до Сито-рю в Японии. В целях привлечения интереса массовой аудитории Кэнва Мабуни приходилось демонстрировать тамэсивари — разбивание кирпичей и досок, показывая публике силу нового боевого искусства. В результате усилий Кано в 1931 году была создана организация «Дай-нихон Каратэдо Кай», переименованная впоследствии в «Нихон Каратэ-до Кай», которая стала предшественником современного Сито-кай.

## Символ каратэ
Символ Сито-рю — изначально был гербом семьи Мабуни, существующим много столетий. Круг символизирует «Wa» мир и гармонию. Симметрические (вертикальные и горизонтальные) линии справа и слева в пределах круга представляют японский знак «личность» или «люди» (указывают на две человеческие личности: мужчину и женщину, другими словами — два жизненных начала инь и ян). При объединении этих интерпретаций, эмблема символизирует мир во всем мире (люди живущие, работающие в мире и гармонии). Эмблема имеет и другое значение. Линии в пределах круга также символизируют две школы ситорю каратэдо, «сюритэ» и «нахатэ». Таким образом, эмблема символизирует также гармоничное слияние двух школ — особенность уникальной системы ситорю.